# And did those feet in ancient time

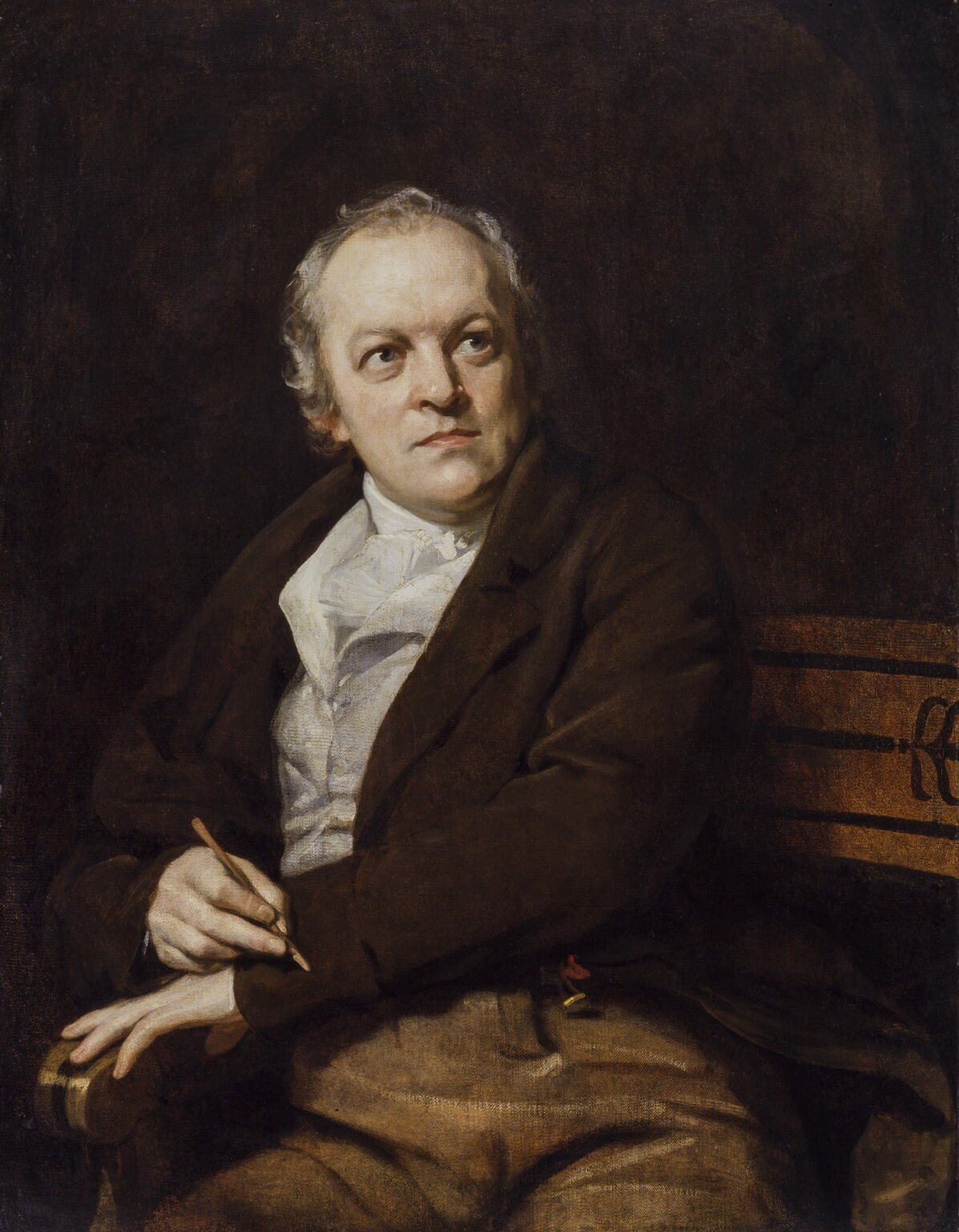
Автор вірша Вільям Блейк

And did those feet in ancient time — вірш Вільяма Блейка з передмови до його епічної поеми «Мільтон» (1804). Покладений на музику 1916 року композитором Г'юбертом Перрі, він отримав широку популярність як пісня «Єрусалим» і став неофіційним гімном Великої Британії.
Часто припускають, що на створення «Єрусалиму» Вільяма Блейка надихнула апокрифічна легенда про те, що молодий Ісус Христос разом з Йосипом Ариматейським нібито здійснив мандрівку до Англії та відвідав Гластонбері. Однак, за словами британського фольклориста А. В. Сміта, «було мало підстав вважати, що усна традиція про візит Ісуса до Британії існувала до початку двадцятого століття». Натомість поема спирається на давнішу історію, повторену в «Історії Британії» Мільтона, про те, що Йосип Ариматейський самотужки вирушив проповідувати стародавнім британцям після смерті Ісуса. Тема вірша пов'язана з книгою Об'явлення (3:12 і 21:2), в якій описується Друге пришестя, під час якого Ісус засновує Новий Єрусалим. Церкви загалом і Англіканська церква зокрема здавна використовують Єрусалим як метафору Небес, місця вселенської любові та миру.
У найпоширенішій інтерпретації вірша Блейк запитує, чи відвідини Ісуса на короткий час створили в Англії рай, на відміну від «темних сатанинських млинів» промислової революції. Вірш Блейка ставить чотири запитання, а не стверджує історичну правдивість візиту Христа. Остання частина інтерпретується як заклик до створення ідеального суспільства в Англії, незалежно від того, чи був там божественний візит чи ні.
Вірш був маловідомим протягом століття, що минуло після його написання, однак здобув популярність під час Першої світової війни після того, як його включили до патріотичної антології віршів, виданої у 1916 році. Найпопулярнішу адаптацію «Єрусалиму» для великого оркестру зробив у 1922 році Едвард Елгар. Вперше почувши оркестрову версію, король Георг V заявив, що «Єрусалим» подобається йому більше ніж «Боже, бережи короля». Відтоді «Єрусалим» став однією з найпопулярніших патріотичних пісень у Великій Британії. Оскільки у Британії відсутній офіційний гімн, «Єрусалим» використовується як гімн у регбілізі, крикеті, а також на різноманітних подіях як церемонія відкриття Літніх Олімпійських ігор 2012, шлюб принца Вільяма та Кейт Міддлтон та щорічні святкування Георгіївого дня й отримав заклики щодо надання статусу офіційного.

## Текст
Оригінальний текст
And did those feet in ancient time.

Walk upon Englands mountains green

And was the holy Lamb of God,

On Englands pleasant pastures seen!

And did the Countenance Divine,

Shine forth upon our clouded hills?

And was Jerusalem builded here,

Among these dark Satanic Mills?

Bring me my Bow of burning gold;

Bring me my Arrows of desire:

Bring me my Spear: O clouds unfold!

Bring me my Chariot of fire!

I will not cease from mental fight,

Nor shall my sword sleep in my hand

Till we have built Jerusalem

In England's green and pleasant land.